# Das alte Karussell
Das alte Karussell – utwór szwajcarskiej wokalistki Lys Assi, nagrany w 1956 roku i napisany przez Georga Benza Stahla i Fernando Paggiego.
Singiel był jedną z dwóch propozycji wokalistki, z którymi reprezentowała Szwajcarię podczas pierwszego Konkursu Piosenki Eurowizji w tym samym roku. Podczas finału konkursu, który odbył się 24 maja 1956 roku, utwór został wykonany jako drugi w kolejności, tuż za holenderską propozycją „De vogels van Holland” Jetty Paerl. Dyrygentem orkiestry podczas występu był Fernando Paggi. Z powodu niezachowania się oficjalnych wyników konkursu, nieznany jest końcowy rezultat piosenki.